# Heřmánkovice
Heřmánkovice (en allemand : Hermsdorf) est une commune du district de Náchod, dans la région de Hradec Králové, en Tchéquie. Sa population s'élevait à 472 habitants en 2022.

## Géographie
Heřmánkovice se trouve à 19 km au sud de Wałbrzych (Pologne), à 26 km au nord-est de Náchod, à 58 km au nord-est de Hradec Králové et à 148 km à l'est-nord-est de Prague.
La commune est limitée par la Pologne au nord et au nord-est, par Broumov au sud-est, par Hejtmánkovice au sud, et par Hynčice et Meziměstí à l'ouest.

## Histoire
La première mention écrite de la localité date de 1353.

## Administration
La commune se compose de deux sections :
- Heřmánkovice
- Janovičky

## Galerie

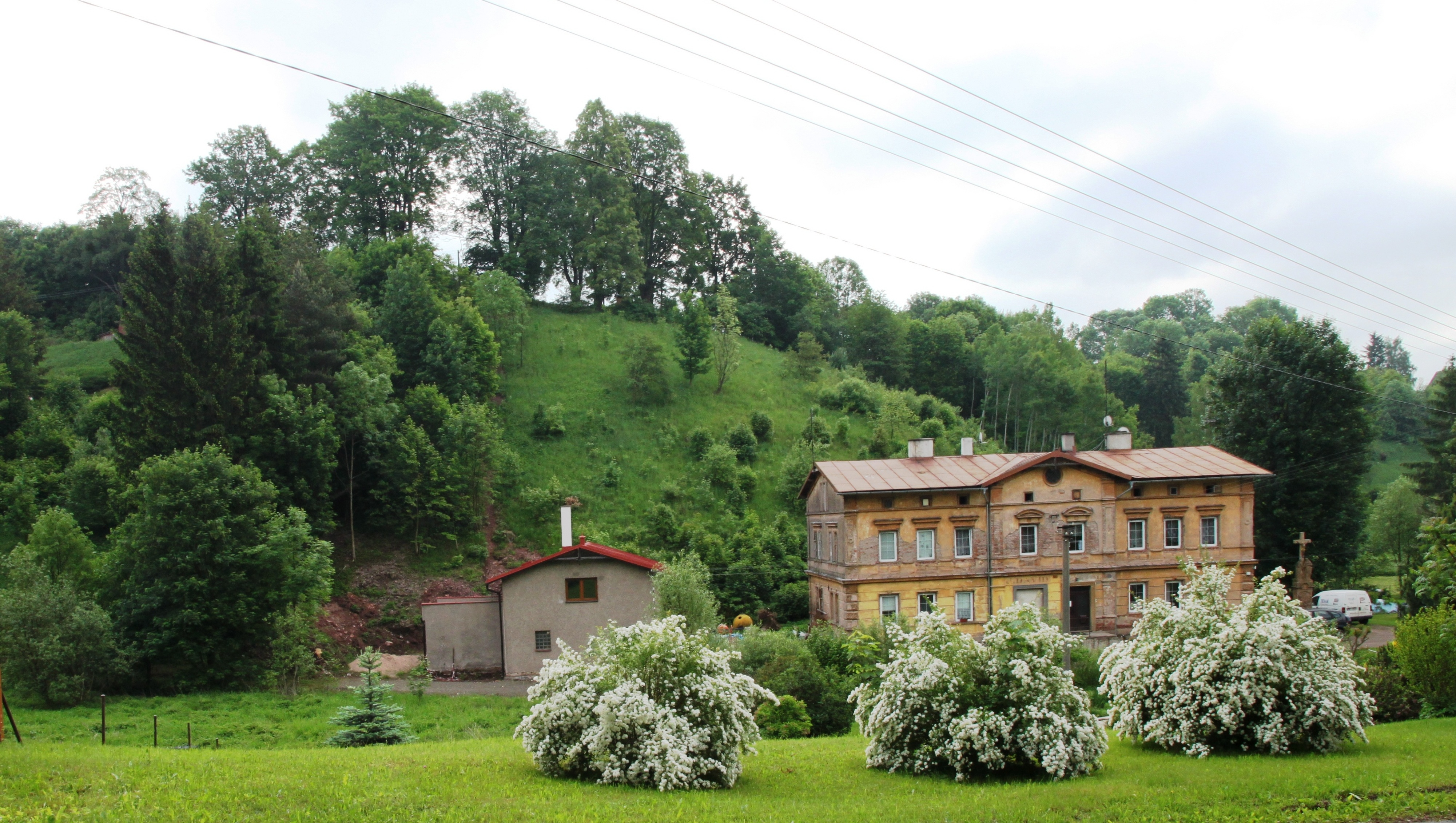
Maisons à Heřmánkovice.
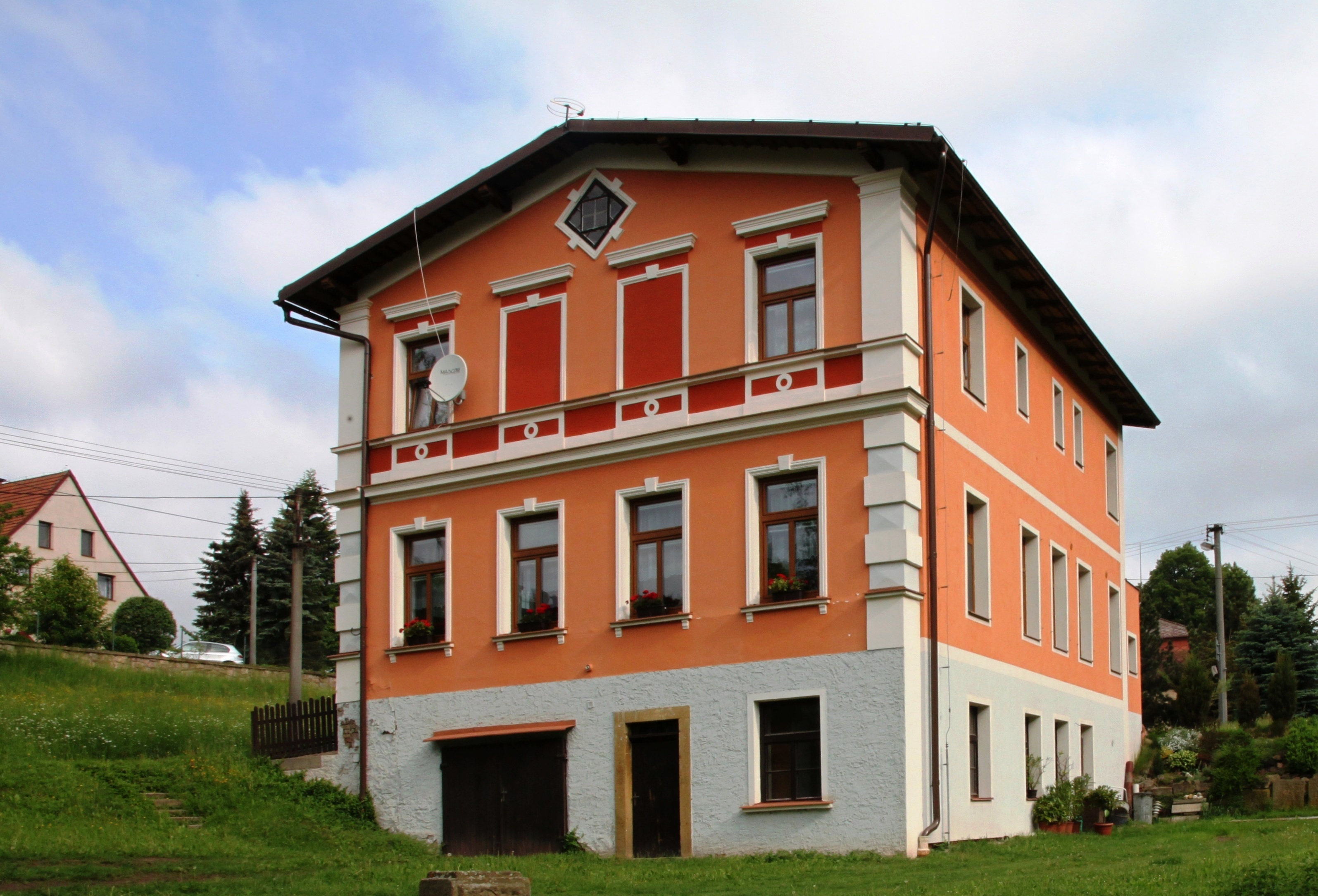
La mairie et la poste.

## Transports
Par la route, Heřmánkovice se trouve à 6 km de Broumov, à 36 km de Náchod, à 80 km de Hradec Králové et à 190 km de Prague. 